# Grand Prix E3 2008
Le Grand Prix E3 2008 est la 51e édition de cette course cycliste masculine sur route. Il a lieu le 29 mars 2008 en Belgique. Elle a été remportée par le Norvègien Kurt-Asle Arvesen (CSC) devant l'Allemand David Kopp (Cycle Collstrop) et le Belge Greg Van Avermaet (Silence-Lotto).

## Présentation

### Équipes
Vingt-cinq équipes participent à la course : 17 faisant partie des ProTeams, la première division mondiale, sept font partie des équipes continentales professionnelles, la seconde division mondiale et les deux dernières sont des équipes continentales, la troisième division.
| ProTeams (16)- Quick Step - Silence-Lotto - CSC - Saunier Duval-Scott - AG2R-La Mondiale - Bouygues Telecom - Cofidis-Le Crédit par Téléphone - Crédit agricole - La Française des jeux - Gerolsteiner - High Road - Team Milram - Liquigas - Lampre - Astana - Rabobank Équipes continentales professionnelles (7)- Volksbank - Landbouwkrediet-Tönissteiner - Topsport Vlaanderen - Mitsubishi-Jartazi - Barloworld - Skil-Shimano - Cycle Collstrop Équipes continentales (2)- PSK Whirlpool-Author - Willems Veranda´s |
| |

## Classements

### Classement final
| \| Classement général \| Classement général \| Classement général \| Classement général \| Classement général \| \| Coureur \| Coureur \| Pays \| Équipe \| Temps \| \| ------------------ \| ------------------ \| ------------------ \| ------------------------------- \| ------------------ \| \| 1er \| Kurt Asle Arvesen \| Norvège \| CSC \| 4 h 57 min 03 s \| \| 2e \| David Kopp \| Allemagne \| Cycle Collstrop \| + 5 s \| \| 3e \| Greg Van Avermaet \| Belgique \| Silence-Lotto \| + 5 s \| \| 4e \| Thomas Voeckler \| France \| Bouygues Telecom \| + 5 s \| \| 5e \| Janek Tombak \| Estonie \| Mitsubishi-Jartazi \| + 5 s \| \| 6e \| Bernhard Eisel \| Autriche \| High Road \| + 26 s \| \| 7e \| Matti Breschel \| Danemark \| CSC \| + 1 min 20 s \| \| 8e \| Tom Boonen \| Belgique \| Quick Step \| + 1 min 20 s \| \| 9e \| Stijn Devolder \| Belgique \| Quick Step \| + 1 min 20 s \| \| 10e \| Staf Scheirlinckx \| Belgique \| Cofidis-Le Crédit par Téléphone \| + 1 min 20 s \| \| 11e \| Michael Schär \| Suisse \| Astana \| + 1 min 20 s \| \| 12e \| Lars Bak \| Danemark \| CSC \| + 1 min 20 s \| \| 13e \| Leif Hoste \| Belgique \| Silence-Lotto \| + 1 min 20 s \| \| 14e \| Maarten Tjallingii \| Pays-Bas \| Silence-Lotto \| + 1 min 20 s \| \| 15e \| Kristof Vandewalle \| Belgique \| Topsport Vlaanderen \| + 1 min 20 s \| \| 16e \| Fabian Cancellara \| Suisse \| CSC \| + 3 min 38 s \| \| 17e \| Simon Špilak \| Slovénie \| Lampre \| + 3 min 38 s \| \| 18e \| Sergueï Ivanov \| Russie \| Astana \| + 4 min 15 s \| \| 19e \| Marcel Sieberg \| Allemagne \| High Road \| + 4 min 15 s \| \| 20e \| Tom Veelers \| Pays-Bas \| Skil-Shimano \| + 4 min 15 s \| |                    |           |                                 |                 |
| |                    |           |                                 |                 |
| Source : ProCyclingStats |                    |           |                                 |                 |
| Classement général |                    |           |                                 |                 |
| Coureur | Coureur            | Pays      | Équipe                          | Temps           |
| 1er | Kurt Asle Arvesen  | Norvège   | CSC                             | 4 h 57 min 03 s |
| 2e | David Kopp         | Allemagne | Cycle Collstrop                 | + 5 s           |
| 3e | Greg Van Avermaet  | Belgique  | Silence-Lotto                   | + 5 s           |
| 4e | Thomas Voeckler    | France    | Bouygues Telecom                | + 5 s           |
| 5e | Janek Tombak       | Estonie   | Mitsubishi-Jartazi              | + 5 s           |
| 6e | Bernhard Eisel     | Autriche  | High Road                       | + 26 s          |
| 7e | Matti Breschel     | Danemark  | CSC                             | + 1 min 20 s    |
| 8e | Tom Boonen         | Belgique  | Quick Step                      | + 1 min 20 s    |
| 9e | Stijn Devolder     | Belgique  | Quick Step                      | + 1 min 20 s    |
| 10e | Staf Scheirlinckx  | Belgique  | Cofidis-Le Crédit par Téléphone | + 1 min 20 s    |
| 11e | Michael Schär      | Suisse    | Astana                          | + 1 min 20 s    |
| 12e | Lars Bak           | Danemark  | CSC                             | + 1 min 20 s    |
| 13e | Leif Hoste         | Belgique  | Silence-Lotto                   | + 1 min 20 s    |
| 14e | Maarten Tjallingii | Pays-Bas  | Silence-Lotto                   | + 1 min 20 s    |
| 15e | Kristof Vandewalle | Belgique  | Topsport Vlaanderen             | + 1 min 20 s    |
| 16e | Fabian Cancellara  | Suisse    | CSC                             | + 3 min 38 s    |
| 17e | Simon Špilak       | Slovénie  | Lampre                          | + 3 min 38 s    |
| 18e | Sergueï Ivanov     | Russie    | Astana                          | + 4 min 15 s    |
| 19e | Marcel Sieberg     | Allemagne | High Road                       | + 4 min 15 s    |
| 20e | Tom Veelers        | Pays-Bas  | Skil-Shimano                    | + 4 min 15 s    |

## Liste des participants
| Légende | Légende                                                                    | Légende | Légende                                                    |
| ------- | -------------------------------------------------------------------------- | ------- | ---------------------------------------------------------- |
| Num     | Dossard de départ porté par le coureur sur ce Grand Prix E3                | Pos     | Position à l'arrivée de la course                          |
|         | Indique un maillot de champion national ou mondial, suivi de sa spécialité | NP      | Indique un coureur qui n'a pas pris le départ de la course |
| AB      | Indique un coureur qui n'a pas terminé la course                           | HD      | Indique un coureur qui a terminé la course hors des délais |

| Liste des participants | Liste des participants | Liste des participants |
| --- | ---------------------- | ---------------------- |
| \| Quick Step QST \| Quick Step QST \| Quick Step QST \| \| -------------- \| ---------------- \| -------------- \| \| Num \| Coureur \| Pos \| \| 1 \| Tom Boonen (BEL) \| 8e \| |                        |                        |
| Quick Step QST |                        |                        |
| Num | Coureur                | Pos                    |
| 1 | Tom Boonen (BEL)       | 8e                     |

| Quick Step QST | Quick Step QST   | Quick Step QST |
| -------------- | ---------------- | -------------- |
| Num            | Coureur          | Pos            |
| 1              | Tom Boonen (BEL) | 8e             |